# Stanislav Volžencev
Stanislav Valentinovič Volžencev, accreditato come Stanislav Volzhentsev dalla FIS (in russo Станислав Валентинович Волженцев?; Orsk, 28 ottobre 1985), è un fondista russo.

## Biografia
Ha esordito in Coppa del Mondo il 28 dicembre 2007 a Nové Město na Moravě (30°) e ai Campionati mondiali a Oslo 2011 (4° nella 15 km il miglior risultato).
Ha ottenuto il primo podio in Coppa del Mondo il 12 febbraio 2012 a Nové Město na Moravě (2°) e ha preso parte per la prima volta a un'edizione dei Giochi olimpici invernali a Soči 2014 (19° nella 15 km); l'anno dopo ai Mondiali di Falun 2015 si è classificato 13º nello skiathlon e non ha completato la 50 km, mentre nella rassegna iridata di Lahti 2017 è stato 22º nella 15 km.

## Palmarès

### Coppa del Mondo
- Miglior piazzamento in classifica generale: 26º nel 2015
- 1 podio (a squadre):
  - 1 secondo posto

#### Coppa del Mondo - competizioni intermedie
- 1 podio di tappa:
  - 1 terzo posto